# Сальто (игра)
Сальто (Сальта) — вид шашечной игры.  Изобретен  в Германии в 1899 году Конрадом Бютгенбахом (Гамбург). 
Доска из 100 квадратов (как в международных шашках) - 50 белых и 50 черных в шахматном порядке. у каждой из играющих сторон по 15 различных фигур 3 разрядов (5 солнц, 5 лун и 5 звезд).
Игра заключается в вытеснении своими фигурами фигур противника и занятии их местоположения. 
Игра быстро распространилась по Германии, создала целую литературу и считалась после шахмат наиболее сложной игрой. 
Издавался специальный журнал «Fachschrift für Salta u. Salta-Solo» (Гамбург, 1900 и сл.); «Deutsche Salta-Zeitung» (1900 и сл.); Schubert, «Salta» (Лпц., 1899); «Salta und Salta-Solo» (1902).